# Witanowice (Petite-Pologne)
Pour les articles homonymes, voir Witanowice.
Witanowice est une localité polonaise de la gmina de Tomice, située dans le powiat de Wadowice en voïvodie de Petite-Pologne.